# باتری نه ولتی

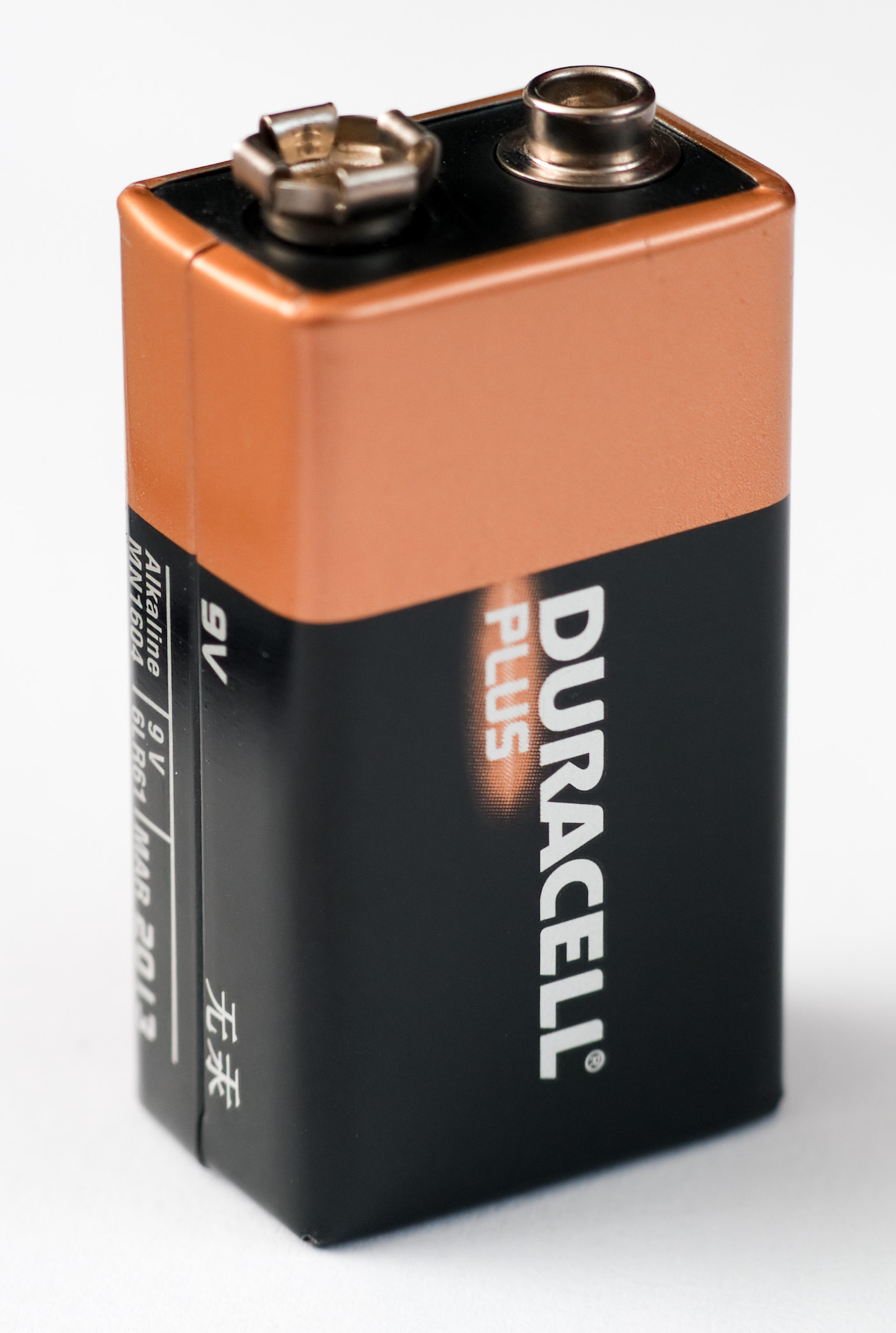
یک نمونه باتری کتابی تولید شرکت دوراسل

باتری نُه‌ولتی (به انگلیسی: Nine-volt battery) یا باتری ترانزیستوری (به انگلیسی: transistor battery) یا باتری کتابی یکی از سایزهای استاندارد پیل‌های الکتریکی است که برای تجهیزاتی چون رادیوهای قابل حمل، تجهیزات ارتباطی و اسباب‌بازی‌ها به کار می‌رود. ابعاد این نوع باتری به‌طور استاندارد ۴۸٫۵ میلی‌متر ارتفاع،  ۲۶٫۵ میلی‌متر طول،  ۱۷٫۵ میلی‌متر عرض (یا "۱٫۹ در "۱٫۰ در "۰٫۶۸) است. در این باتری برخلاف گونه‌های متداولِ باتری‌های پیل خشک، هر دو پایانهٔ منفی و مثبت در یک سرِ باتری قرار دارند.
ولتاژ این باتری‌ها ۹ است.